# Diascia fragrans
Diascia fragrans là một loài thực vật có hoa trong họ Huyền sâm. Loài này được K.E.Steiner mô tả khoa học đầu tiên năm 1995.